# Macrobrachium cowlesi
Macrobrachium cowlesi är en kräftdjursart som beskrevs av Lipke Bijdeley Holthuis 1950. Macrobrachium cowlesi ingår i släktet Macrobrachium och familjen Palaemonidae. Inga underarter finns listade i Catalogue of Life.